# Petrová
Petrová (in ungherese Végpetri, in tedesco Petershau, in ruteno Pitrova) è un comune della Slovacchia facente parte del distretto di Bardejov, nella regione di Prešov.

## Storia
Citato per la prima volta nel 1414 come località in cui si amministrava la giustizia secondo il diritto germanico, all'epoca apparteneva alla Signoria di Makovica. Venne completamente distrutto nel corso dei conflitti che insanguinarono la regione nel XV secolo. Nel XVII secolo venne ripopolato in parte con coloni ruteni.